# Hjördis (Wölsungen)
Hjördis ist eine mythologische Figur aus dem nordischen Sagenkreis, die Tochter König Eilimis. Sie war die zweite Frau Sigmunds und gebar diesem einen Sohn, der der größte aller Helden aus der Familie der Wölsungen werden sollte, nämlich Sigurd.
Als ihr Mann in der Schlacht gegen Hundings Söhne von Odin gefällt wurde und dabei sein Schwert Gram an Gungnir, dem Speer des Gottes, zerbrach, hob sie die Bruchstücke sorgsam auf, damit ihr Sohn später darüber verfügen konnte. Reginn schmiedet später wieder eine Klinge daraus, mit der Sigurd den Drachen Fafnir tötete.
Hjördis zieht zu König Hjalprek (deutsch Helfrich), an dessen Hof Sigurd aufwächst, bis er bei dem bereits erwähnten Reginn in Pflege gegeben wird, wo er das Schmieden erlernt.
Hjördis selbst heiratet Alf Hjalprekssohn, den Sohn des Königs. Danach verliert sich ihre Spur und sie wird nicht mehr erwähnt.